# Normbrand
Der Normbrand ist ein in EN 3-7, Anhang I, L bzw. NA genormtes Prüffeuer zum Testen von Feuerlöschern. Es existieren Normfeuer der in EN 2 genormten Brandklassen A, B, D und F.
Geregelt ist die Zuordnung und Prüfung des Löschvermögens eines jeden Feuerlöschers anhand verschieden großer Prüfobjekte (Löschobjekte). Das größte Prüfobjekt das mit dem Feuerlöscher noch abgelöscht werden kann, definiert sein maximales Löschvermögen (Rating). Da dieses je nach Brandart des Prüfobjektes differieren kann, wird es für jede Brandklasse gesondert ermittelt.
Jedes Prüfobjekt erhält ein Kurzzeichen, welches die Art und Größe des Normbrandes beschreibt.

## Klasse A
Der Normbrand der Klasse A ist ein auf einem 250 mm hohen Metallgestell aufgeschichteter, brennender Holzstapel. Dieser besteht aus 14 Lagen von gleichförmig übereinander geschichteten Holzstäben aus Kiefernholz, im Abstand von 60 mm liegend, die einen Querschnitt von 39 mm × 39 mm aufweisen. Die Höhe beträgt dadurch etwa 560 mm. Die Tiefe dieses Holzstapels beträgt dabei 500 mm, während die Breite variiert werden kann. Je höher das Löschvermögen des Löschers sein soll, umso breiter ist also das Normfeuer. Durch diese Stapelung ergibt sich für die Breite in Dezimetern dieselbe Zahl wie die Anzahl der Holzstäbe, die in jeder zweiten Schicht nebeneinander aufgereiht sind. Die Zahl der Holzstäbe in den Zwischenschichten beträgt einheitlich 5 Stäbe je Schicht, wobei diese Stäbe der Breite des Feuers angepasst sind.
Jedes Prüfobjekt erhält ein Kurzzeichen, welches die Art und Größe des Prüfobjektes angibt.
Die Kurzbezeichnung 27A bedeutet also:
- Brandklasse A (Feststoffbrand)
- 2,7 m Breite
- 27 Holzstäbe à 50 cm Länge in jeder zweiten Schicht nebeneinander gereiht.

Laut Norm existieren die Prüfobjekte 5A (500 mm), 8A (800 mm), 13A (1300 mm), 21A (2100 mm), 27A (2700 mm), 34A (3400 mm), 43A (4300 mm), 55A (5500 mm).
Zur Prüfung wird unter dem Metallgestell eine mit 30 mm Wasser gefüllte Zündwanne geschoben auf die ein so bemessene Menge Heptan geschichtet wird, dass eine Brennzeit von 150 s erreicht wird. Nach einer Vorbrennzeit von 2 min wird die Zündwanne entfernt, der Holzstapel wird weitere 6 min brennen gelassen, danach muss der Löschversuch begonnen und innerhalb von max. 7 min (bei Prüfobjekten bis einschließlich 21A max. 5 min) erfolgreich beendet werden.

## Klasse B
Der Normbrand der Klasse B ist ein zylindrischer Stahlblechbehälter, in welchen Heptan und Wasser im Verhältnis 2:1 so eingefüllt werden, dass die Höhe der Wassersäule 10 mm und die der Brandflüssigkeitssäule 20 mm beträgt. Diese werden gemischt. Der Durchmesser des Behälters ist variabel und steigt mit dem geforderten Löschvermögen. Die eingefüllte Gemischmenge in Litern entspricht wiederum der Zahl des erreichten Löschvermögens des Feuerlöschers, sofern dieser das Objekt abgelöscht hat.
Jedes Prüfobjekt erhält ein Kurzzeichen, welches die Art des Prüfobjektes und die Menge des auf oben beschriebene Weise eingefüllten Brennstoffes angibt.
Die Kurzbezeichnung 233B bedeutet also:
- Brandklasse B (Flüssigkeitsbrand)
- ca. 155,3 Liter Brennstoff (20 mm hoch eingefüllt) und die entsprechende Menge Wasser von ca. 77,7 Liter

Laut Norm existieren die Prüfobjekte 21B, 34B, 55B, 70B, 89B, 113B, 144B, 183B und 233B.

## Klasse D
Der Normbrand der Klasse D (nationale Festlegung für Deutschland) besteht aus zwei Brandobjekten, welche mit der gleichen Löscherfüllung vollständig abgelöscht werden müssen:
a) 3 kg Späne einer Leichtmetall-Legierung mit einem Magnesiumgehalt von ca. 85 Massenprozent werden in einer quadratischen Stahlblechwanne entzündet, der Löschversuch beginnt sobald etwa die Hälfte der Späne brennt;
b) 3 kg Natrium werden in die gleiche Wanne eingefüllt und so lange erhitzt, bis das Natrium von selbst weiterbrennt.
Nach Erfüllen dieser Prüfungen gilt der Feuerlöscher als geeignet zum Löschen von Aluminium, Magnesium und deren Legierungen sowie Natrium und Kalium und darf entsprechend gekennzeichnet werden. Eine Eignung für weitere Metalle ist gesondert nachzuweisen.

## Klasse F
Der Normbrand der Klasse F ist ein Stahlblechbehälter (die exakte Beschaffenheit variiert je nach dem Löschvermögen, welches geprüft werden soll) in welchem Lebensmittel-Pflanzenöl eingefüllt und bis zur Selbstentzündung erhitzt wird. Nach der Selbstentzündung wird die Wärmequelle ausgeschaltet und das Öl 120 s brennen gelassen. Danach wird mit der Brandbekämpfung begonnen.
Die der Bezeichnung des Löschvermögens beigefügte Zahl gibt an, wie viel Liter brennendes Speiseöl gelöscht werden können. Beim Löschversuch darf kein brennendes Material aus dem Behälter herausgeschleudert werden, der Brand darf sich nach dem Löschen nicht erneut entzünden und es darf keine Vergrößerung der Flammen verursacht werden. Der Feuerlöscher muss dabei ohne Unterbrechung entleert werden.
Jedes Prüfobjekt erhält ein Kurzzeichen, welches die Art des Prüfobjektes und die Menge des auf oben beschriebene Weise eingefüllten Brennstoffes angibt.
Die Kurzbezeichnung 75F bedeutet also:
- Brandklasse F (Fettbrand)
- 75 Liter brennendes Speiseöl

Laut Norm existieren die Prüfobjekte 5F, 25F, 40F und 75F.